# Warchin
Warchin est une section de la ville belge de Tournai, située en Région wallonne dans la province de Hainaut.
C'était une commune à part entière du 31 août 1796 jusqu'à la fusion des communes de 1977.

## Géographie
Le village juste à l'extérieur de la Ville a sur son territoire une petite réserve naturelle, des marais que l'on nomme "Prés d'Amour" qui sont traversés par un petit cours d'eau, le rieu d'Amour.

## Évolution démographique
- Sources : INS, Rem. : 1831 jusqu'en 1970 : recensements ; 1976 : nombre d'habitants au 31 décembre.

## Politique
De 1904 à 1943, le bourgmestre de Warchin fut Arthur Desenepart (1862-1943), qui avait succédé à Antoine Devaux (1834-1922). Après la Seconde Guerre mondiale, Warchin a été dirigée par un bourgmestre communiste et ancien cheminot résistant (chef de section de l'Armée Secrète), Paul Carette. Avant la fusion des communes, effective le 1er janvier 1977, Warchin était encore dirigée par une coalition entre communistes et socialistes.

### Liste des bourgmestres de 1830 à 1977
- Antoine Devaux, de 19?? à 19??.
- Arthur Desenepart, de 1904 à 1943.
- Paul Carette, de 19?? à 19??, (PCB).

## Patrimoine et culture

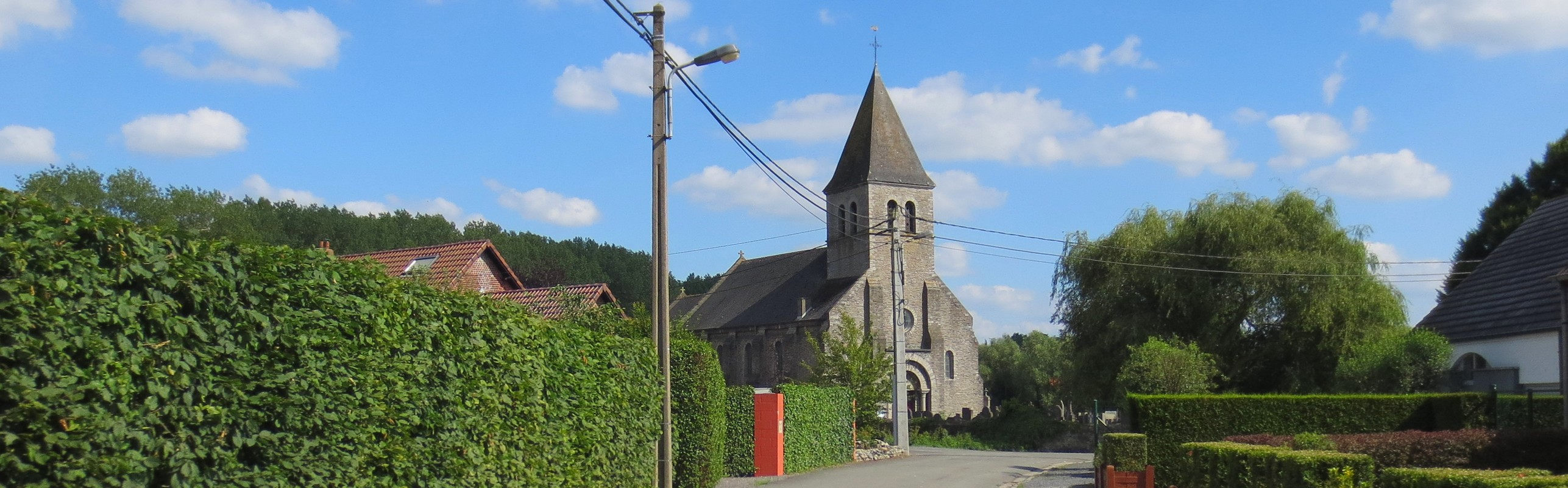
Warchin.